# 菊池能運
菊池 能運（きくち よしかず）は、菊池氏の第22代当主。第21代当主・菊池重朝の子。幼名は宮菊丸。官位は従五位下・肥後守。肥後守護。

## 生涯
文明2年（1493年）、父・重朝の死去により12歳の武運（たけゆき、初名、後に能運と改名）が家督を継ぐ。
若年の武運を侮り相良氏と結託した隈部氏や、一族（大叔父）である宇土為光が反乱を起したが、武運は各地の国人の支援を得て、奮闘しこれを征圧した。しかし、家中の動揺と離反は続き、宇土為光に内通を図る者まで現れた。身の危険を感じた武運は隈府城を離れ、玉名郡に入った。明応8年（1499年）3月にも相良為続を八代城に攻め、為続を撃破し、八代を奪回している。
文亀元年（1501年）、大叔父・宇土為光が再度反旗を翻し、武運留守中の隈府城を攻撃し陥落させた。武運は肥後・筑後の兵をもって隈府城に迫り、同年5月、玉祥寺原において宇土勢と激突した。菊池方は奮戦するが戦況は不利で、菊池重安（父重朝の従弟、為光の甥）や黒木為実（親実の祖父）らの将が討死、数百人が戦死する大敗北を喫してしまう。何とか玉名まで逃れた武運は、有馬氏を頼った。
有馬氏に庇護されている頃に、名が「不運」に繋がるという理由で菊池氏の通字「武」の字を捨て、能運に改名したと言われている。
文亀3年（1503年）、有馬氏らの支援と、元は為光方であった相良長毎の協力を取り付けた能運は、兵を率いて玉名に上陸。この報に接した為光も、兵を率いて高瀬に向かい能運と対決した。激戦の末、菊池能運は勝利を収め、元凶である為光を討つべく宇土城に逃れた為光を追撃。宇土為光は籠城戦の後、逃亡し筑後で捕らえられ、殺害されたとも、自害したともいわれる（高瀬の戦い）。
能運は隈部城に凱旋し、為光派の残党を討伐するなどしたが、高瀬の戦いでの傷が悪化。永正元年（1504年）2月15日に23歳で死去した。前述の合戦で戦死した菊池重安の遺児である政隆が養子となり跡を継いだ。正統菊池城最後の城主。法号は実相院儀天明綱、儀天明綱とも。墓所は菊池市隈府の熊耳山正観寺で、墓が現存する。
熊本県の菊池神社には能運の肖像画とされる「絹本著色伝菊池能運像（国の重要文化財）」が所蔵されている。

## 能運の子孫（米良氏）
菊池能運は宇土為光の謀叛で肥後を追われた際に、家族を弟・重房に預け、日向国米良谷に逃亡した。能運の子は米良で成長したが後難を恐れ、菊池姓を隠し、米良重次（米良重為）と称し、米良に土着した。
その後、米良の領主として伊東氏や相良氏と結び、島津氏と争うなど、勇猛かつ政略にも長けた地方豪族として勢力を拡大し、江戸時代以後も子孫は無禄の交代寄合の扱いを受け幕末に至った。
明治維新後、菊池武臣の代に男爵を授けられ華族に列している。